# IZAL
 (mars 2019).
IZAL est un groupe d'indie pop espagnol, originaire de Madrid. Il est formé en 2010, par Mikel Izal (chant et composition), rejoint par Alejandro Jordá (batterie), Emanuel Pérez (Gato) (basse), Alberto Pérez (guitare), et Iván Mella (claviers).

## Biographie

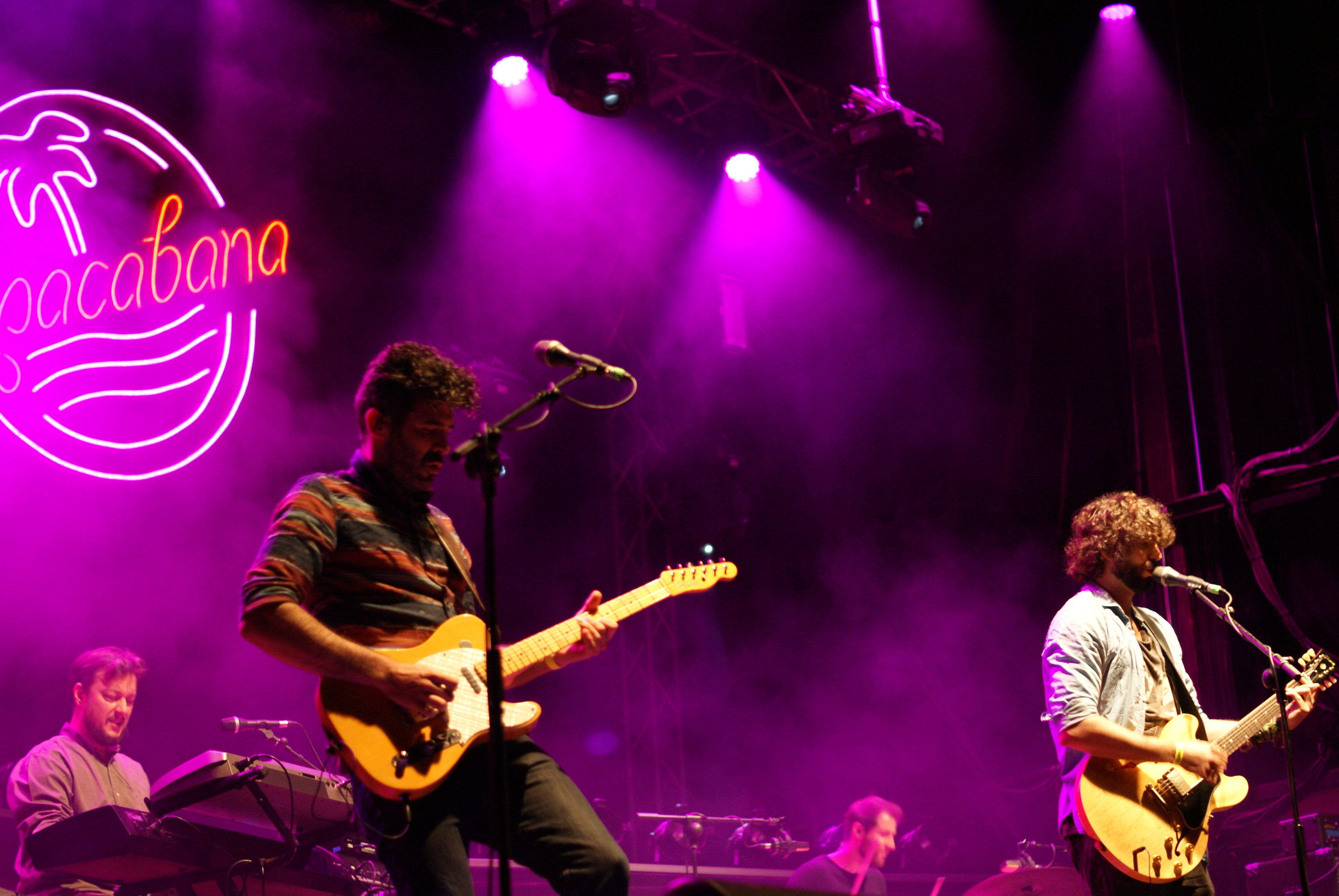
IZAL, au festival Palencia Sonora en 2016.

Le groupe est formé à la fin de l'année 2010, mais ses membres proviennent de différents groupes, avec plus de dix ans d'expérience musicale. Mikel et Emanuel se sont rencontrés en Macédoine sur une composition axée plus intime et acoustique, mais à leur retour à Madrid, ils enregistrent leur premier EP, Teletransporte, avec un autre changement de formation. À cette période, IZAL se compose de ses membres actuels. 
Leur première sortie est l'EP Teletransporte, enregistré aux studios La Catacumba à Barcelone, sous la production de Miguel Pino, et avec des musiciens tels que Javier Martín (bassiste Ojos de Brujo) et Tony Pagés (Antonio Orozco, Manu Guix). L'EP est le point de départ d’un groupe qui, au cours de sa première année d’existence, offre plus de 60 concerts à travers l'Espagne, notamment au festival Sonorama, à Aranda de Duero. Ils passent également sur des chaines télévisées comme Kiss TV, Sol Música, et 40TV.  En juin 2011, ils effectuent leur premier saut scénique, participant au Festival Internacional Sucre de Quito, en Équateur. Au cours de ces mois, ils vendent plus de 1 000 exemplaires de Teletransporte, entièrement auto-publié. En mars 2012, sort Magia and Efectos especiales, le premier album studio du groupe, produit par Luca Petricca aux studios Reno à Madrid ; l'album est autogéré artistiquement et économiquement. 
À plusieurs reprises, ils paraissent en couverture de l'édition imprimée du magazine musical indépendant Mondosonoro. Au cours de l'été 2013, IZAL participe à 17 festivals, dont le Dcode Festival, Sonorama Ribera, Arenal Sound, Ecopop, Ebrovision et Alhambra Sound, avec des groupes et artistes comme Franz Ferdinand, Amaral, Vampire Weekend, Editors, Travis, et Belle & Sebastian. Tout ces événements mènent IZAL à remporter le Premio de la Música Independiente, dans la catégorie « groupe révélation » et à être la couverture du magazine Mondosonoro dans son édition d'octobre 2013.
Le 29 octobre 2013, le groupe publie son deuxième album studio, intitulé Agujeros de gusano. Il marque le saut définitif du groupe en première ligne de la scène nationale. Le groupe présente l'album au festival de musique Intro de Valladolid. Le Rolling Stone les nomme dans ma catégorie « groupe révélation ».
En 2015, la chanson Copacabana est sélectionnée comme chanson de l'année dans Radiónica (radio publique nationale colombienne). Après cette chanson, ils publient la même année l'album homonyme. Copacabana est certifié disque d'or,. Tout au long de 2016 et 2017, ils continuent à remplir des salles, et participent à des festivals en soutien à Copacabana. En 2016, ils gagnent le prix du meilleur concert musical parmi une multitude de prix. En février 2018, ils lancent El Pozo y pausa, qui anticipe leur prochain album, Autoterapia. Les deux singles sont un succès, atteignant plus de 600 000 vues en une semaine sur YouTube. Ils feront une nouvelle tournée en soutien à Autoterapia, qui commencera par un concert au festival WARM Estrella de Levante, à Murcie. 

## Style musical et influences
La variété stylistique de leurs morceaux reflettent diverses influences, notamment Standstill, Mumford and Sons, Two Door Cinema Club, et Love of Lesbian .

## Discographie
- 2010 : Teletransporte
- 2012 : Magia y efectos especiales
- 2013 : Agujeros de gusano
- 2015 : Copacabana
- 2017 : VIVO (album live)
- 2018 : Autoterapia
- 2021 : Hogar